# Pacmanvirus
Die vorgeschlagene Viren-Gattung „Pacmanvirus“ mit der einzigen Spezies „Pacmanvirus A23“ beinhaltet Riesenviren des Phylums Nucleocytoviricota (früher Nucleocytoplasmic large DNA viruses, NCLDV).
Sie ist morphologisch und genetisch ähnlich zwei anderen vorgeschlagenen Vertretern der Riesenviren, dem „Faustovirus“ und dem „Kaumoebavirus“, sowie den Viren der Familie Asfarviridae mit der Spezies Asfivirus (ASFV), dem Erreger der Afrikanischen Schweinepest.
Die Pacmanviren erhielten ihren Namen aufgrund ihrer Kapsidform, die bei einer negativen Färbung im Elektronenmikroskop beobachtet wird: Sie ähnelt der Spielfigur des gleichnamigen Videospiels Pac-Man.
Pacmanviren wurden erstmals im Jahr 2017 durch die gemeinsame Kultivierung von Amöben der Spezies Acanthamoeba castellanii mit verschiedenen Umweltproben aus Algerien nachgewiesen.
Neben „Pacmanvirus A23“ kennt das NCBI noch die Spezies „Pacmanvirus S19“. Im März 2023 schlugen Jean-Marie Alempic, Jean-Michel Claverie et al. zusätzlich „Pacmanvirus lupus“ (mit Stamm Tums2) vor.
Bisher (Stand 11. März 2023) ist die vorgeschlagene Gattung „Pacmanvirus“ einschließlich der zugehörigen Spezies noch nicht in der Datenbank des International Committee on Taxonomy of Viruses (ICTV) registriert.

## Aufbau
Die Kapside der Virusteilchen (Virionen) von „Pacmanvirus“ haben eine ikosaedrische, aber leicht unregelmäßige Form (woher es seinem Namen verdankt) und erreichen eine Größe von etwa 175 nm, wobei die innere Membran des Virus die Geometrie des Kapsids wiederholt.
Das Genom von „Pacmanvirus“ ist ein doppelsträngiges DNA-Molekül (dsDNS), mit einer Länge von 395.405 bp.
Der GC-Gehalt des Genoms liegt bei 33,6 % und damit unter dem der verwandten Viren.
Das DNA-Genom ist höchstwahrscheinlich nicht zirkulär, sondern linear.
Dem Genom fehlen vollständig große Wiederholungen (englisch large repeats) oder invertierte Regionen (englisch inverted regions).
Es wurde auch ein tRNA-Gen (das Isoleucin-tRNA-Gen), gefunden, obwohl verwandte Viren keine tRNA-Gene enthalten.
Entsprechend den bioinformatischen Daten sollte das Genom 465 Gene kodieren.
135 von ihnen sind mit den Genen anderer Viren verwandt, 45 mit den Genen von Eukaryoten, 41 mit den Genen von Prokaryoten (und zwar 38 Bakteriengene und 3 Archaeengene).
Nach der Analyse des Genrepertoires ist der nächste bisher bekannte Verwandte des „Pacmanvirus“ das bisher ebenfalls nur vorgeschlagene „Faustovirus“ (ebenfalls ein Riesenvirus). Gemeinsame Gene mit anderen (z. T. ebenfalls vorgeschlagenen) Virusgattungen:
- 84 mit „Faustovirus“
- 9 mit dem ebenfalls verwandten „Kaumoebavirus“
- 11 mit Marseillevirus
- 9 mit Mimivirus
- nur 2 mit Viren der Familie Asfarviridae.

Bei 3 Genen besteht Ähnlichkeiten (Homologie) zu entsprechenden von Acanthamoeba castellanii und bei 4 Genen zu Schleimpilzen der Gattung Dictyostelium. 244 Gene haben keine bekannten Homologe und nur 155 Gene haben eine funktionelle Annotation.

## Vermehrungszyklus
Im Vergleich zum Mimivirus vermehrt sich das „Pacmanvirus“ im gleichen Wirt, den Amöbenzellen von Acanthamoeba castellanii extrem schnell.
Die ersten geschädigten Zellen treten 6 Stunden nach der Infektion auf, und nach weiteren zwei Stunden erfolgt eine vollständige Lyse der Amöbenzellen.
Bereits 15 Minuten nach dem Kontakt des Virions mit einer Amöbenzelle sind Viruspartikel in Phagozytose-vakuolen nachweisbar und dann auch im Zytoplasma der Zelle, allerdings ohne Öffnung des Kapsids.
Höchstwahrscheinlich interagieren Viren mit den im Zytoplasma befindlichen Mitochondrien, eine Membranfusion findet jedoch nicht statt.
Obwohl leere Kapside im Cytoplasma nachgewiesen wurden, konnte die Freisetzung von DNA aus dem Kapsid bisher nicht beobachtet werden.
3 Stunden nach der Infektion erscheinen in den Wirtszellen gut ausgebildete Virusfabriken, aber die neu gebildeten Virionen werden erst 4 Stunden nach der Infektion sichtbar.
Nach 6 Stunden füllt sich die Amöbenzelle mit Viruspartikeln, die manchmal sogar Cluster von regelmäßiger geometrischer Form bilden – in der gesamten Zelle oder in Teilen davon am Rand der Virusfabrik.
8 Stunden nach dem Eintritt des Virus in die Zelle kommt es schließlich zur Lysis.
Eine Vermehrung von „Pacmanvirus“ in Amöben der Spezies Vermamoeba vermiformis oder Dictyostelium discoideum war nicht möglich.

## Systematik
Auf Basis der Gensequenz von Genen der DNA-Polymerase-B-Familie bilden „Pacmanvirus“, „Kaumoebavirus“, „Faustovirus“ und die Asfarviridae einen phylogenetischen Baum (Klade), offenbar hatten diese Viren einen gemeinsamen Vorfahren. In Bezug auf die Kapsid-Architektur steht „Pacmanvirus“ dem „Faustovirus“ am nächsten.
Die meisten Autoren schlagen vor, die Gattung Faustovirus als Prototyp einer neuen Familie Faustoviridae innerhalb der Nucleocytoplasmic large DNA viruses (NCLDV, vom ICTV im März neu eingerichtetes Phylum Nucleocytoviricota) aufzufassen, die der Familie Asfarviridae mit Gattung Asfivirus (ASFV) nahesteht, aber von ihr immer noch verschieden ist.
Das ICTV hat im März für die nähere Verwandtschaft der Asfarviridae die neue Ordnung Asfuvirales eingerichtet, womit ein Taxon für die gemeinsame Klade der Asfaviridae und „Faustoviridae“ zur Verfügung steht.
Schulz et al. (2018) schlagen für diese Klade eine Systematik wie folgt vor:
|                  | Asfarviridae (Asfivirus)                                        |
|                  |                                                                 |
| ?„Faustoviridae“ | \| \| „Pacmanvirus“ \| \| \| \| \| \| „Faustovirus“ \| \| \| \| |
|                  | \| \| „Pacmanvirus“ \| \| \| \| \| \| „Faustovirus“ \| \| \| \| |
|                  | „Pacmanvirus“                                                   |
|                  |                                                                 |
|                  | „Faustovirus“                                                   |
|                  |                                                                 |

|  | „Pacmanvirus“ |
|  |               |
|  | „Faustovirus“ |
|  |               |

|                  | Asfarviridae (Asfivirus)                                        |
|                  |                                                                 |
| ?„Faustoviridae“ | \| \| „Pacmanvirus“ \| \| \| \| \| \| „Faustovirus“ \| \| \| \| |
|                  | \| \| „Pacmanvirus“ \| \| \| \| \| \| „Faustovirus“ \| \| \| \| |
|                  | „Pacmanvirus“                                                   |
|                  |                                                                 |
|                  | „Faustovirus“                                                   |
|                  |                                                                 |

|  | „Pacmanvirus“ |
|  |               |
|  | „Faustovirus“ |
|  |               |

Im Vergleich dazu sehen Guglielmini et al. (2019), Fig. 2, die Positionen von Asfarviridae und „Kaumoebavirus“ vertauscht.
Als mögliches weiteres Mitglied dieser erweiterten Asfarviridae-Gruppe wurde das Dinodnavirus vorgeschlagen.